# Lin Gamble
Linda Marie Gamble, detta Lin (Grand Cane, 15 luglio 1949), è un'ex cestista statunitense.

## Carriera
Con gli Stati Uniti ha disputato i Campionati mondiali del 1971 e i Giochi panamericani di Cali 1971.
Nel 2007 è stata introdotta nella Ouachita Athletics Hall of Fame.